# Isopicnale
Una isopicnale, o isopicna, è una linea che connette i punti che hanno la stessa densità o la stessa densità potenziale.
Le isopicnali sono spesso visualizzate in grafici per permettere di meglio visualizzare le superfici, come gli strati di acqua dell'oceano o di gas nell'atmosfera, che hanno la stessa densità.

## Tipi

### Oceanografia
In oceanografia, le isopicnali vengono utilizzate per visualizzare la distribuzione verticale della densità dell'acqua. In una massa d'acqua la densità aumenta all'aumentare della profondità. Le variazioni di salinità, temperatura e pressione agiscono in modo da modificare la densità dell'acqua; l'acqua a maggior densità si posiziona al di sotto dell'acqua a minor densità.
Questa stratificazione permette di differenziare gli strati d'acqua a causa delle loro differenti caratteristiche fisiche e chimiche che impediscono la miscelazione tra gli strati, permettendo di mantenere la separazione. La turbolenza può invece alterare le linee di contorno tra gli strati causando delle vorticosità che danno un aspetto irregolare alle curve delle isopicnali. Il modo in cui le isopicnali vengono modificate, permette agli oceanografi di risalire alle forze che hanno causato la perturbazione.

### Meteorologia
In meteorologia, le isopicnali sono usate per evidenziare gli strati gassosi dell'atmosfera. Nell'atmosfera, le variazioni di umidità, temperatura e pressione provocano variazioni nella densità dell'aria.
L'utilizzo delle isopicnali in meteorologia è meno frequente che in oceanografia, in quanto i gradienti di densità osservati in atmosfera sono tipicamente graduali, a differenza di quanto avviene con la stratificazione delle masse d'acqua oceanica. In ambiente atmosferico pertanto le isopicnali hanno una rilevanza minore, dal momento che non aiutano a evidenziare caratteristiche sostanziali.